# Lista liter cyrylicy
Lista liter cyrylicy – wykaz liter alfabetów opartych na cyrylicy wraz z językami, w których są lub były wykorzystywane poszczególne litery.
Litery przedstawione w tabeli w postaci ilustracji nie są zawarte w Unikodzie, dlatego też nie ma możliwości zobrazowania ich przy pomocy komputerowych symboli.

## Alfabet podstawowy
| Współczesny alfabet rosyjski | Współczesny alfabet rosyjski | Współczesny alfabet rosyjski | Współczesny alfabet rosyjski | Współczesny alfabet rosyjski | Współczesny alfabet rosyjski | Współczesny alfabet rosyjski | Współczesny alfabet rosyjski | Współczesny alfabet rosyjski | Współczesny alfabet rosyjski | Współczesny alfabet rosyjski |
| ---------------------------- | ---------------------------- | ---------------------------- | ---------------------------- | ---------------------------- | ---------------------------- | ---------------------------- | ---------------------------- | ---------------------------- | ---------------------------- | ---------------------------- |
| А а                          | Б б                          | В в                          | Г г                          | Д д                          | Е е                          | Ё ё                          | Ж ж                          | З з                          | И и                          | Й й                          |
| К к                          | Л л                          | М м                          | Н н                          | О о                          | П п                          | Р р                          | С с                          | Т т                          | У у                          | Ф ф                          |
| Х х                          | Ц ц                          | Ч ч                          | Ш ш                          | Щ щ                          | Ъ ъ                          | Ы ы                          | Ь ь                          | Э э                          | Ю ю                          | Я я                          |

## Alfabet rozszerzony
| Litera | Języki |
| ------ | --- |
| Ә ә    | abchaski, azerski, baszkirski, dungański, kazachski, kałmucki, ketyjski, kudyjski, syberyjskotatarski, tatarski, turkmeński, selkupski, chantyjski (dialekty: wachowski, kazymski i surgucki), wachański |
|        | alfabet baszkirski Kułajewa (1910–1912) |
| ᲀ      | stara forma В |
| Ԝ ԝ    | kurdyjski, jagnobijski |
| Ґ ґ    | ukraiński, białoruski (taraszkiewica) |
|        | alfabet baszkirski Kułajewa (1910–1912) |
| Ђ ђ    | serbski |
| Ԁ ԁ    | komi (1919–1940) |
| Ԃ ԃ    | komi (1919–1940) |
| Џ џ    | serbski, macedoński, abchaski |
| Ӡ ӡ    | abchaski, orokański |
| Ꚁ ꚁ    | abchaski (1909–1926) |
| ᲁ      | stara forma Д |
| Ꙉ ꙉ    | staro-cerkiewno-słowiański |
| Ꚃ ꚃ    | abchaski (1887) |
| Є є    | ukraiński, chantyjski (dialekt kazymski), cerkiewnosłowiański, serbski (do połowy XIX w.) |
| Ѣ ѣ    | staro-cerkiewno-słowiański, cerkiewnosłowiański, bułgarski (do 1945 г.), rosyjski (do 1918 г.), kabardyjski (1830)                                                                                       |
| ᲇ      | stara forma Ѣ |
| Ѕ ѕ    | macedoński, staro-cerkiewno-słowiański, cerkiewnosłowiański |
| Ꙅ ꙅ    | wariant litery Ѕ w cerkiewnosłowiańskim |
| Ꙃ ꙃ    | wariant Ѕ |
| Ԑ ԑ    | eniecki, chantyjski |
| Ԅ ԅ    | komi (1919–1940) |
| Ԇ ԇ    | komi (1919–1940) |
| Ꙁ ꙁ    | wariant З |
| І і    | białoruski, ukraiński, rosyjski (do 1918), cerkiewnosłowiański, kazachski, komi, rusiński, udmurcki (do 1897), selkupski                                                                                 |
| Ї ї    | ukraiński, rusiński |
|        | alfabet baszkirski Kułajewa (1910–1912) |
| Ѵ ѵ    | staro-cerkiewno-słowiański, cerkiewnosłowiański, rosyjski przed reformą, udmurcki (do 1897), abchaski (do 1926)                                                                                          |
| Ꙇ ꙇ    | transkrypcja litery Ⰹ (głagolica) |
| Ј ј    | serbski, macedoński, ałtajski, kildin, azerski (do 1991), udmurcki (do 1897), orokański, alfabet baszkirski Kułajewa (1910–1912)                                                                         |
|        | alfabet baszkirski Kułajewa (1910–1912) |
| Ԟ ԟ    | aleucki (1840, 1848, 1893) |
| Ҡ ҡ    | baszkirski, syberyjskotatarski |
| Ԛ ԛ    | kurdyjski, abchaski (1909–1926), osetyjski (1844–1923) |
| Ҁ ҁ    | staro-cerkiewno-słowiański |
| Ѯ ѯ    | staro-cerkiewno-słowiański, cerkiewnosłowiański |
| ᴫ      | Uralski alfabet fonetyczny |
|        | kabardyjski (1906) |
| Ԉ ԉ    | komi (1919–1940) |
| Ӏ ӏ    | abazyński, adygejski, awarski, czeczeński, dargiński, inguski, kabardyjski, lakijski, lezgiński, tabasarański, rutulski, agulski, arczyński, achwaski, andyjski, karatajski, cachurski                   |
| Ԋ ԋ    | komi (1919–1940) |
| Ө ө    | tatarski, baszkirski, kazachski, kałmucki, buriacki, mongolski, tuwiński, tofa, dołgański, jakucki, azerski, kirgiski, selkupski, chantyjski (dialekty wachowski i surgucki), orokański                  |
| ᲂ      | stara forma О |
| Ѻ ѻ    | cerkiewnosłowiański |
| Ꚛ ꚛ    | gramoty na brzozowej korze XIV–XV w. (w słowie ꚛкрестъ) |
| Ꙩ ꙩ    | gramoty na brzozowej korze XIV–XV w. (w słowie ꙩко) |
| Ꙫ ꙫ    | niektóre staro-cerkiewno-słowiańskie rękopisy (w słowie ꙫчи) |
| ꙮ      | niektóre staro-cerkiewno-słowiańskie rękopisy (w wyrażeniu серафими многоꙮчитїи) |
| Ѡ ѡ    | staro-cerkiewno-słowiański, cerkiewnosłowiański |
| Ꙍ ꙍ    | cerkiewnosłowiański |
| Ѱ ѱ    | staro-cerkiewno-słowiański, cerkiewnosłowiański |
| Ԍ ԍ    | komi (1919–1940) |
| ᲃ      | stara forma С |
|        | alfabet baszkirski Kułajewa (1910–1912) |
| Ԏ ԏ    | komi (1919–1940) |
| Ꚍ ꚍ    | abchaski (do 1926) |
| ᲄ      | stara forma Т |
| ᲅ      | stara forma Т |
| Ү ү    | baszkirski, kazachski, kirgiski, tatarski, mongolski, buriacki, kałmucki, jakucki, dungański, tuwiński                                                                                                   |
|        | alfabet baszkirski Kułajewa (1910–1912) |
| Ѳ ѳ    | staro-cerkiewno-słowiański, cerkiewnosłowiański, rosyjski przed reformą, udmurcki (do 1897) |
| Ҩ ҩ    | abchaski |
|        | alfabet baszkirski Kułajewa (1910–1912) |
| Һ һ    | kazachski, baszkirski, kildin, buriacki, kałmucki, tatarski, jakucki, azerski, tofa, abchaski (1887), kabardyjski (1830), alfabet baszkirski Kułajewa (1910–1912)                                        |
| Ꚕ ꚕ    | abchaski (1887) |
|        | kabardyjski (1906) |
| Ꚏ ꚏ    | abchaski (do 1926) |
| Ꙡ ꙡ    | staro-cerkiewno-słowiański |
| Ӌ ӌ    | chakaski |
| Ћ ћ    | serbski |
| Ҽ ҽ    | abchaski |
| Ꚗ ꚗ    | abchaski (do lat 1925/1926) |
| ᲆ      | stara forma Ъ |
| Ꙟ ꙟ    | rumuńska cyrylica |
| Ҍ ҍ    | dialekt kildi języka saamskiego |
| Ꙏ ꙏ    | transkrypcja dokumentów |
| Ꙕ ꙕ    | średniobułgarski |
| Ѧ ѧ    | staro-cerkiewno-słowiański, cerkiewnosłowiański |
| Ꙙ ꙙ    | alternatywna forma litery Ѧ |
| Ѫ ѫ    | staro-cerkiewno-słowiański, cerkiewnosłowiański, bułgarski (do 1945), rumuński (do lat 70. XIX wieku) |
| Ꙛ ꙛ    | średniobułgarski |

## Litery ze znakami diakrytycznymi

### А
| Litera | Języki |
| ------ | --- |
| А́ а́    | akcent ostry w rosyjskim |
| А̀ а̀    | akcent ostry w bułgarskim |
| Ӑ ӑ    | czuwaski, chantyjski (dialekty: kazymski, surgucki i szuryszkarski), itelmeński, selkupski (dialekty), nieniecki (w słownikach), mordwiński (1892 i 1897), dialekt twerski języka karelskiego (1820) |
| Ӓ ӓ    | górnomaryjski, kildin, mansyjski, selkupski, chantyjski (dialekty: wachowski i surgucki), karelski (1894)                                                                                            |
| Ӓ̄ ӓ̄    | kildin, selkupski (ketyjski) |
| А̄ а̄    | eweński, inguski, mansyjski, nanajski, orokański, ulczyjski, kildin, selkupski (dialekty) |
| А̊ а̊    | macedoński (niektóre dialekty) |
| А̃ а̃    | chinalugijski |

### В
| Litera | Języki    |
| ------ | --------- |
| В̌ в̌    | wachański |

### Г
| Litera | Języki                                                                           |
| ------ | -------------------------------------------------------------------------------- |
| Ѓ ѓ    | macedoński                                                                       |
| Г̌ г̌    | wachański                                                                        |
| Ғ̌ ғ̌    | wachański                                                                        |
| Г̆ г̆    | abchaski (1909–1926)                                                             |
| Ҕ̆ ҕ̆    | abchaski (1909–1926)                                                             |
| Г̑ г̑    | aleucki (1893)                                                                   |
| Г̇ г̇    | kabardyjski (1830)                                                               |
| Г̄ г̄    | karelski (1887)                                                                  |
| Г̓ г̓    | abchaski (1887)                                                                  |
| Ғ ғ    | azerski, baszkirski, kazachski, syberyjskotatarski, tadżycki, uzbecki, wachański |
| Ӻ ӻ    | niwski                                                                           |
|        | niwski                                                                           |
|        | niwski, języki eskimo-aleuckie                                                   |
| Ҕ ҕ    | jakucki, abchaski, osetyjski (1844–1923)                                         |
| Ӷ ӷ    | ketyjski, niwski, abchaski, selkupski (niektóre dialekty), aleucki (1790, 1848)  |
| Г̧ г̧    | dialekt twerski języka karelskiego (1820)                                        |

### Д
| Litera | Języki               |
| ------ | -------------------- |
| Д́ д́    | selkupski (ketyjski) |
| Д̌ д̌    | wachański            |
| Д̈ д̈    | wachański            |

### Е
| Litera | Języki                                                                                     |
| ------ | ------------------------------------------------------------------------------------------ |
| Е́ е́    | akcent ostry w rosyjskim, dialekt twerski języka karelskiego (1820)                        |
| Ѐ ѐ    | macedoński (do rozróżniania homofonów), bułgarski (akcent)                                 |
| Ӗ ӗ    | czuwaski, dialekt twerski języka karelskiego (1820)                                        |
| Ё́ ё    | akcent ostry w rosyjskim                                                                   |
| Ё̄ ё̄    | eweński, ewenkijski, nanajski, negidalski, kildin, selkupski, ulczyjski                    |
| Е̄ е̄    | eweński, mansyjski, nanajski, negidalski, orokański, kildin, selkupski (jeden z dialektów) |
| Е̃ е̃    | chinalugijski                                                                              |
| Є̈ є̈    | chantyjski                                                                                 |

### Ж
| Litera | Języki                                                                                            |
| ------ | ------------------------------------------------------------------------------------------------- |
| Ӂ ӂ    | mołdawski, gagauski, abchaski (1909–1926)                                                         |
| Ж̑ ж̑    | kabardyjski (1830)                                                                                |
| Ӝ ӝ    | udmurcki                                                                                          |
|        | udmurcki (do 1897)                                                                                |
| Җ җ    | tatarski, ujgurski, kałmucki, dungański, turkmeński, selkupski (średnioobski, do 2000), wachański |

### З
| Litera | Języki                 |
| ------ | ---------------------- |
| З́ з́    | czarnogórski           |
| З̌ з̌    | nganasański, wachański |
| З̑ з̑    | kabardyjski (1830)     |
| Ӟ ӟ    | udmurcki               |
| Ҙ ҙ    | baszkirski             |
| Ԑ̈ ԑ̈    | chantyjski             |

### И
| Litera | Języki |
| ------ | --- |
| И́ и́    | akcent ostry w rosyjskim                                                                                           |
| Ѝ ѝ    | akcent ostry w macedońskim i bułgarskim                                                                            |
| Ҋ ҋ    | kildyjski saamski                                                                                                  |
| Ӥ ӥ    | udmurcki |
| Ӣ ӣ    | ewenkijski, inguski, mansyjski, nanajski, negidalski, orokański, ulczyjski, kildin, selkupski (dialekty), tadżycki |
| И̃ и̃    | chinalugijski |
| І́ і́    | akcent ostry w rusińskim i ukraińskim                                                                              |
| Ї́ ї́    | akcent ostry w rusińskim i ukraińskim                                                                              |
| Ѷ ѷ    | staro-cerkiewno-słowiański, cerkiewnosłowiański, rosyjski przed reformą                                            |
| Ј̵ ј̵    | jakucki (XIX w.)                                                                                                   |

### К
| Litera | Języki |
| ------ | --- |
| Ќ ќ    | macedoński |
| К̆ к̆    | abchaski (1909–1926) |
| Ӄ̆ ӄ̆    | abchaski (1909–1926) |
| К̑ к̑    | kabardyjski (1830) |
| К̇ к̇    | kabardyjski (1830) |
| К̈ к̈    | kabardyjski (1830) |
| К̓ к̓    | kabardyjski (1906), abchaski (1887) |
|        | kabardyjski (1906) |
| Ӄ ӄ    | czukocki, koriacki, chantyjski (dialekty: wachowski i surgucki), osetyjski, abchaski, selkupski                                                 |
| Ҟ ҟ    | abchaski |
| Ҝ ҝ    | azerski |
| Қ қ    | abchaski, kazachski, tadżycki, tofa, karakałpacki, osetyjski, ujgurski, uzbecki, selkupski (narymski), chantyjski (dialekt surgucki), wachański |

### Л
| Litera | Języki                                           |
| ------ | ------------------------------------------------ |
| Л́ л́    | selkupski (dialekty)                             |
| Л̑ л̑    | kabardyjski (1830)                               |
| Л̇ л̇    | kabardyjski (1830)                               |
| Ԓ ԓ    | itelmeński, chantyjski (szuryszkarski), czukocki |
| Ԡ ԡ    | abchaski, czuwaski                               |
| Ԯ ԯ    | chantyjski                                       |
| Ӆ ӆ    | kildin, udmurcki (do 1897)                       |
|        | kabardyjski (1906)                               |

### М
| Litera | Języki |
| ------ | ------ |
| Ӎ ӎ    | kildin |

### Н
| Litera | Języki |
| ------ | --- |
| Н́ н́    | selkupski (ketyjski) |
| Ӈ ӈ    | kildin, itelmeński, ewenkijski, koriacki, nieniecki, czukocki, selkupski, chantyjski (wachowski, surgucki i szuryszkijski), orokański |
| Ԣ ԣ    | czuwaski (1872), udmurcki (do 1897)                                                                                                   |
| Ԩ ԩ    | orokański |
| Ң ң    | kazachski, tatarski, baszkirski, kałmucki, kirgiski, dungajski, tuwiński, chakaski, turkmeński, selkupski (narymski)                  |
| Ӊ ӊ    | kildin, chantyjski (dialekty: kazymski, surgucki i szuryszkarski)                                                                     |

### О
| Litera | Języki |
| ------ | --- |
| О́ о́    | akcent ostry w rosyjskim |
| О̀ о̀    | akcent ostry w bułgarskim |
| О̂ о̂    | dialekt twerski języka karelskiego (1820) |
| О̆ о̆    | itelmeński, chantyjski (język szuryszkarski), dialekt twerski języka karelskiego (1820)                                                                                      |
| Ӧ ӧ    | udmurcki, komi, maryjski, górnoałtajski, selkupski, urumski, kildin, chantyjski (dialekty: wachowski i surgucki), karelski (1894), dialekt twerski języka karelskiego (1820) |
| Ӧ̄ ӧ̄    | selkupski (narymski i inne dialekty) |
| О̄ о̄    | ewenkijski, mansyjski, nanajski, negidalski, orokański, ulczyjski, kildin, ter, selkupski (dialekty)                                                                         |
| О̃ о̃    | chinalugijski |
|        | alfabet baszkirski Kułajewa (1910–1912) |
|        | alfabet baszkirski Kułajewa (1910–1912) |
| Ө̆ ө̆    | chantyjski (surgucki) |
| Ӫ ӫ    | eweński, chantyjski (wachowski i surgucki) |
| Ө̄ ө̄    | negidalski, orokański, selkupski |
| Ѽ ѽ    | cerkiewnosłowiański |

### П
| Litera | Języki                              |
| ------ | ----------------------------------- |
| П̑ п̑    | kabardyjski (1830)                  |
| П̓ п̓    | kabardyjski (1906), abchaski (1887) |
| Ҧ ҧ    | abchaski                            |
| Ԥ ԥ    | abchaski                            |

### Р
| Litera | Języki   |
| ------ | -------- |
| Р́ р́    | czuwaski |
| Р̌ р̌    | niwski   |
| Ҏ ҏ    | kildin   |

### С
| Litera | Języki                                                                        |
| ------ | ----------------------------------------------------------------------------- |
| С́ с́    | czarnogórski                                                                  |
| С̌ с̌    | wachański                                                                     |
| Ҫ̓ ҫ̓    | kabardyjski (1906)                                                            |
| Ҫ ҫ    | baszkirski, czuwaski, udmurcki (do 1897), abchaski (1887), kabardyjski (1906) |

### Т
| Litera | Języki                                                          |
| ------ | --------------------------------------------------------------- |
| Т́ т́    | selkupski (w dialektach)                                        |
| Т̑ т̑    | kabardyjski (1830)                                              |
| Т̈ т̈    | wachański                                                       |
| Т̓ т̓    | kabardyjski (1906), abchaski (1887)                             |
| Ꚋ ꚋ    | abchaski (1909–1926), osetyjski (1844–1923), udmurcki (do 1897) |
| Ҭ ҭ    | abchaski                                                        |
| Ꚍ̆ ꚍ̆    | abchaski (do 1926)                                              |

### У
| Litera | Języki |
| ------ | --- |
| У́ у́    | akcent ostry w rosyjskim |
| Ӳ ӳ    | czuwaski |
| У̀ у̀    | akcent ostry w bułgarskim |
| Ў ў    | białoruski, dungański, jupik, niwski, chantyjski (dialekty: kazymski, surgucki i szuryszkarski), aleucki (1848), dialekt twerski języka karelskiego (1820) |
| Ӱ ӱ    | ałtajski, chakaski, chantyjski (dialekty: wachowski, surgucki i szuryszkarski), górnomaryjski, maryjski, urumski, selkupski, karelski (1894)               |
| Ӱ́ ӱ́    | akcent ostry w rusińskim |
| Ӱ̄ ӱ̄    | selkupski (dialekty) |
| Ӯ ӯ    | eweński, mansyjski, nanajski, negidalski, orokański, ulczyjski, kildin, selkupski (narymski), tadżycki, nieniecki (w słownikach)                           |
| У̃ у̃    | chinalugijski |
| У̊ у̊    | szungajski, jazguliamski, ruszański |
| Ү́ ү́    | mongolski |
| Ұ ұ    | kazachski |

### Ф
| Litera | Języki             |
| ------ | ------------------ |
| Ф̑ ф̑    | kabardyjski (1830) |
| Ф̓ ф̓    | kabardyjski (1906) |

### Х
| Litera | Języki                                                                                |
| ------ | ------------------------------------------------------------------------------------- |
| Х́ х́    | abchaski (1887)                                                                       |
| Х̌ х̌    | wachański                                                                             |
| Х̆ х̆    | abchaski (1909–1926)                                                                  |
| Х̑ х̑    | aleucki (1893), kabardyjski (1830)                                                    |
| Х̇ х̇    | kabardyjski (1830)                                                                    |
| Х̓ х̓    | kabardyjski (1906)                                                                    |
| Ӽ ӽ    | itelmeński, niwski, jupik środkowosyberyjski, aleucki, chantyjski (dialekt wachowski) |
| Ӿ ӿ    | niwski                                                                                |
| Ҳ ҳ    | abchaski, itelmeński, karakałpacki, tadżycki, uzbecki, chantyjski (dialekt surgucki)  |
| Ԧ ԧ    | tati, gorsko-ewrejski                                                                 |

### Ц
| Litera | Języki                              |
| ------ | ----------------------------------- |
| Ц́ ц́    | abchaski (1887)                     |
| Ц̌ ц̌    | wachański                           |
| Ц̓ ц̓    | kabardyjski (1906), abchaski (1887) |
| Ꚏ̆ ꚏ̆    | abchaski (do 1926)                  |

### Ч
| Litera | Języki                                                                                           |
| ------ | ------------------------------------------------------------------------------------------------ |
| Ч̑ ч̑    | kabardyjski (1830)                                                                               |
| Ӵ ӵ    | udmurcki, wachański                                                                              |
| Ч̓ ч̓    | abchaski (1887)                                                                                  |
|        | tofa                                                                                             |
| Ҹ ҹ    | azerski                                                                                          |
| Ҷ ҷ    | abchaski, tadżycki, selkupski (narymski), chantyjski (dialekty: wachowski i surgucki), wachański |
| Ҽ̆ ҽ̆    | abchaski (1909–1926)                                                                             |
| Ҿ ҿ    | abchaski                                                                                         |

### Ш
| Litera | Języki               |
| ------ | -------------------- |
| Ш̆ ш̆    | abchaski (do 1926)   |
| Ш̑ ш̑    | kabardyjski (1830)   |
| Ꚗ̆ ꚗ̆    | abchaski (1909–1926) |

### Щ
| Litera | Języki          |
| ------ | --------------- |
| Щ̆ щ̆    | abchaski (1887) |

### Ъ
| Litera | Języki                    |
| ------ | ------------------------- |
| Ъ̀ ъ̀    | akcent ostry w bułgarskim |

### Ы
| Litera | Języki                                                                       |
| ------ | ---------------------------------------------------------------------------- |
| Ы́ ы́    | akcent ostry w rosyjskim                                                     |
| Ы̆ ы̆    | maryjski                                                                     |
| Ӹ ӹ    | maryjski                                                                     |
| Ы̄ ы̄    | ewenkijski, mansyjski, nanajski, negidalski, ulczyjski, selkupski (dialekty) |
| Ы̃ ы̃    | mordwiński (1892 i 1897)                                                     |

### Э
| Litera | Języki                                                                                         |
| ------ | ---------------------------------------------------------------------------------------------- |
| Э́ э́    | akcent ostry w rosyjskim                                                                       |
| Э̆ э̆    | nieniecki                                                                                      |
| Э̄ э̄    | ewenkijski, mansyjski, nanajski, negidalski, orokański, ulczyjski, kildin, selkupski (narymsk) |
| Э̇ э̇    | nieniecki (w slownikach)                                                                       |
| Ӭ ӭ    | kildin, selkupski (średnioobski)                                                               |
| Ӭ́ ӭ́    | kildin                                                                                         |
| Ӭ̄ ӭ̄    | kildin                                                                                         |

### Ю
| Litera | Języki                                                                                              |
| ------ | --------------------------------------------------------------------------------------------------- |
| Ю́ ю́    | akcent ostry w rosyjskim                                                                            |
| Ю̀ ю̀    | akcent ostry w bułgarskim                                                                           |
| Ю̂ ю̂    | dialekt twerski języka karelskiego (1820)                                                           |
| Ю̆ ю̆    | chantyjski (kazymski i szuryszkarski)                                                               |
| Ю̈ ю̈    | selkupski, karelski (1887), dialekt twerski języka karelskiego (1820)                               |
| Ю̈́ ю̈́    | rusiński                                                                                            |
| Ю̄ ю̄    | ewenkijski, mansyjski, nanajski, negidalski, ulczyjski, kildin, selkupski, nieniecki (w słownikach) |

### Я
| Litera | Języki                                                                                 |
| ------ | -------------------------------------------------------------------------------------- |
| Я́ я́    | akcent ostry w rosyjskim                                                               |
| Я̀ я̀    | akcent ostry w bułgarskim                                                              |
| Я̆ я̆    | chantyjski (kazymski i szuryszkarski), nieniecki (w słownikach)                        |
| Я̈ я̈    | dawniej bułgarski, mordwiński (1892 i 1897), dialekt twerski języka karelskiego (1820) |
| Я̄ я̄    | ewenkijski, inguski, mansyjski, nanajski, negidalski, ulczyjski, kildin, selkupski     |

### Pozostałe
| Litera | Języki                                    |
| ------ | ----------------------------------------- |
| Ә́ ә́    | akcent ostry w tatarskim                  |
| Ӛ ӛ    | chantyjski (wachowski i kazymski)         |
| Ә̄ ә̄    | selkupski (narymski)                      |
| Ә̃ ә̃    | chinalugijski                             |
| Ѣ́ ѣ́    | akcent ostry w rosyjskim (przed reformą)  |
| Ѣ̆ ѣ̆    | dialekt twerski języka karelskiego (1820) |
| Ѣ̈ ѣ̈    | rosyjski (w słownikach, do 1918 r.)       |
| Џ̆ џ̆    | abchaski (1909–1926)                      |
| Ԛ̆ ԛ̆    | abchaski (1909–1926)                      |

## Ligatury
| Ligatura | Litery      | Języki |
| -------- | ----------- | --- |
| Ӕ ӕ      | АЕ          | osetyjski |
| Ꙣ ꙣ      | ДГ          | staro-cerkiewno-słowiański |
| Ԫ ԫ      | ДЖ          | stare alfabety komi i osetyjskiego |
| Ꚉ ꚉ      | ДЗ          | abchaski (do 1926) |
| Ԭ ԭ      | ДЧ          | dawniej: komi |
| Ꚅ ꚅ      | ЗЖ          | abchaski (1887) |
| Ꚅ̆ ꚅ̆      | ЗЖ + brewis | abchaski (1887) |
| Ꙗ ꙗ      | ІА          | staro-cerkiewno-słowiański, cerkiewnosłowiański |
| Ѥ ѥ      | ІЄ          | staro-cerkiewno-słowiański, cerkiewnosłowiański |
| Ꙓ ꙓ      | ІѢ          | staro-cerkiewno-słowiański |
| Ѩ ѩ      | ІѦ          | staro-cerkiewno-słowiański |
| Ꙝ ꙝ      | ІꙘ          | alternatywna forma litery Ѩ |
| Ѭ ѭ      | ІѪ          | staro-cerkiewno-słowiański |
| Ꙥ ꙥ      | ЛГ          | staro-cerkiewno-słowiański |
| Ԕ ԕ      | ЛХ          | moksza (lata 20. XX w.) |
| Љ љ      | ЛЬ          | macedoński, serbski |
| Ꙧ ꙧ      | МГ          | staro-cerkiewno-słowiański |
| Ҥ ҥ      | НГ          | jakucki, ałtajski, maryjski, mordwiński (1892 и 1897), aleucki (1840, 1848, 1893), staro-cerkiewno-słowiański, Alfabet baszkirski Kułajewa (1910–1912) |
| Њ њ      | НЬ          | macedoński, serbski |
| Ꚙ ꚙ      | ОО          | niektóre staro-cerkiewno-słowiańskie rękopisy (w słowach двꚙе, ꚙбо, ꚙбанадесять i двꚙюнадесять)                                                        |
| Ꙭ ꙭ      | ꙨꙨ          | niektóre staro-cerkiewno-słowiańskie rękopisy (w słowie ꙭчи)                                                                                           |
| Ѹ ѹ      | Оу          | staro-cerkiewno-słowiański, cerkiewnosłowiański |
| Ꙋ ꙋ      | Оу          | staro-cerkiewno-słowiański, cerkiewnosłowiański |
| ᲈ        | Оу          | forma litery Ꙋ |
| Ѿ ѿ      | ѠТ          | staro-cerkiewno-słowiański, cerkiewnosłowiański |
| Ԗ ԗ      | РХ          | moksza (lata 20. XX wieku) |
| Ꚑ ꚑ      | ТС          | abchaski (do 1926) |
| Ҵ ҵ      | ТЦ          | abchaski |
| Ꚓ ꚓ      | ТЧ          | abchaski (1909–1926) |
|          | ТЬ          | chantyjski |
| Ꚇ ꚇ      | ЧЧ          | abchaski (do 1926) |
| Ꚇ̆ ꚇ̆      | ЧЧ + brewis | abchaski (1887) |
| Ꙑ ꙑ      | ЪІ          | staro-cerkiewno-słowiański |
| Ԙ ԙ      | ЯЕ          | dawniej: języki mordwińskie |